# Monroe, Georgia
Monroe är en stad (city) i Walton County, i delstaten Georgia, USA. Enligt United States Census Bureau har staden en folkmängd på 13 359 invånare (2011) och en landarea på 39,2 km². Monroe är huvudort i Walton County.

## Kända personer från Monroe
- Alfred H. Colquitt, politiker och militär
- Frances Conroy, skådespelare
- Henry Dickerson McDaniel, politiker
- Clifford Walker, politiker